# Religião no Botswana
Uma estimativa de 70 por cento dos cidadãos do Botswana identificam-se como cristãos. Anglicanos, Metodistas, e as United Congregational Church of Southern Africa compõem a maioria dos cristãos. Também existem congregações de Luteranas, Católicas romana, A Igreja de Jesus Cristo dos Santos dos Últimos Dias (Mórmons), Adventistas do Sétimo Dia, Testemunhas de Jeová, Batista, a Igreja Reformada Holandesa, Menonitas, e de outras denominações cristãs.
Segundo o censo de 2001, a comunidade muçulmana do país, principalmente de origem sul-asiática, um número ligeiramente superior a 5.000. O censo de 2001 também apresenta cerca de 3.000 hindus e 700 Fé Bahá'ís. Membros de cada comunidade estimam que estes valores e seus respectivos números significativamente são subestimados. 6 por cento dos cidadãos são praticantes de Badimo, uma religião indígena. Aproximadamente 20 por cento dos cidadãos defendem nenhuma religião. Serviços religiosos são bem atendidos em ambas as áreas rurais e urbanas.